# Konzertmeister

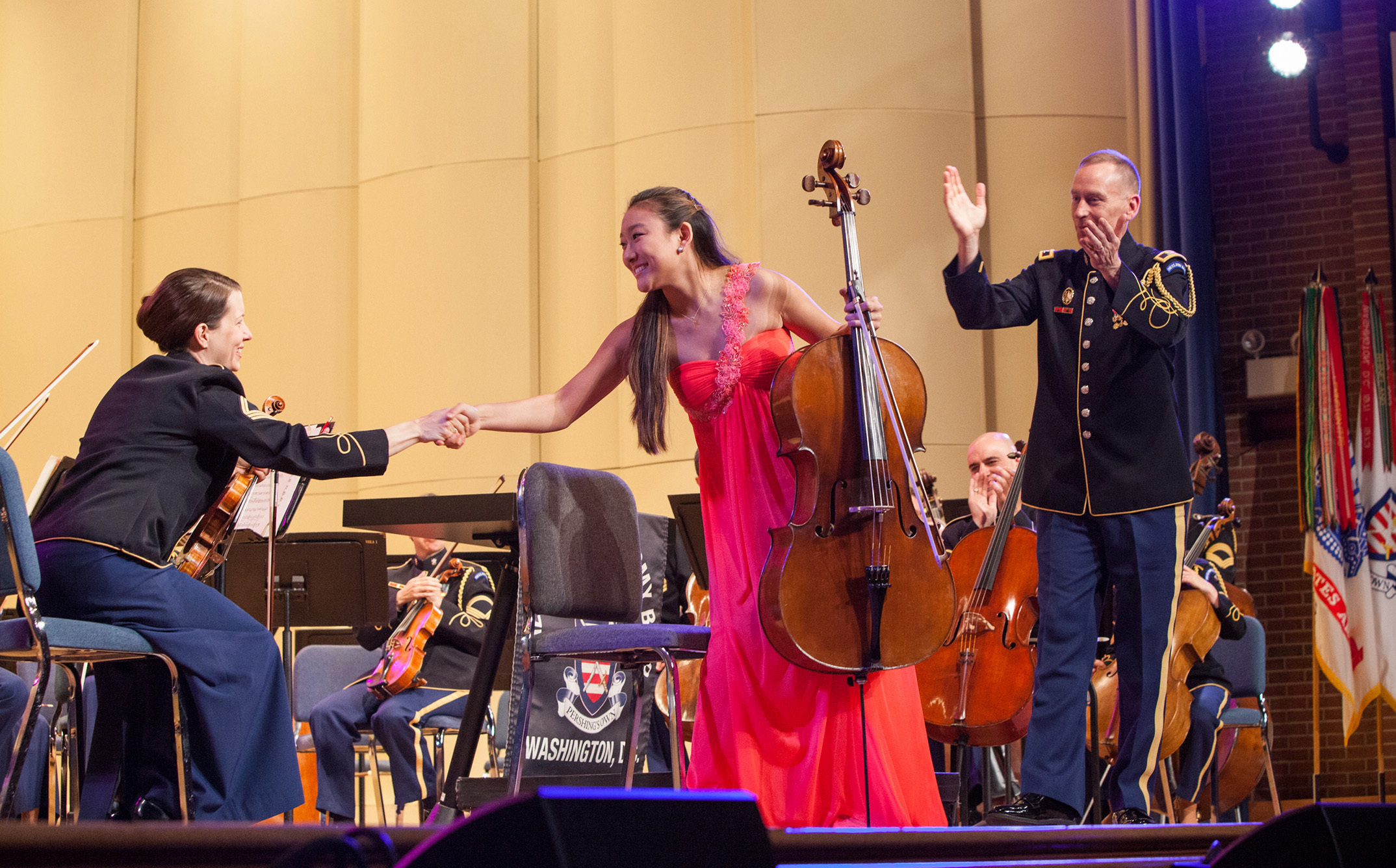
Konzertmeisterin Krista Smith (links) vom U.S. Army Orchestra schüttelt der Cellistin Allison Park die Hand (2015)

Als Konzertmeister wird der in einem Orchester am ersten Notenpult außen stehende oder sitzende Stimmführer der Gruppe der 1. Violinen bezeichnet. Er folgt in der Hierarchie eines Orchesters gleich nach dem Dirigenten.

## Geschichte
Bis in das beginnende 19. Jahrhundert hinein leitete dieser Musiker während des Spielens vom 1. Pult der 1. Violinen beim Spielen mit deutlichen Zeichen, Blicken oder Einsätzen das Orchester. Der umgangssprachliche Begriff „die erste Geige spielen“, im Sinne von „tonangebend sein, im Mittelpunkt stehen“, stammt aus dieser Zeit. Bis heute ist diese Art der Orchesterleitung noch immer bei einigen Kammerorchestern (z. B. der Academy of St. Martin in the Fields) beliebt.
Durch die Vergrößerung der Orchester ergab sich allmählich die Teilung dieser Leitungsfunktion in Kapellmeister (Dirigent) und Konzertmeister. In einigen Orchestern werden auch die Stimmführer der 2. Violinen und Violoncelli als Konzertmeister bezeichnet. Sie führen ihre jeweilige Streichergruppe, tragen jedoch nicht die umfassende Verantwortung eines 1. Konzertmeisters.

## Aufgaben
Der Konzertmeister fordert nach dem Begrüßungsapplaus zum Setzen und Einstimmen auf, initiiert Beifallsbekundungen des Orchesters für Solisten und Dirigenten und gibt am Ende des Konzertes das Zeichen zum Verlassen der Bühne. Musikalisch Primus Inter Pares aller Streicherstimmführer, der Solobläser, Soloharfe und Solopauke, interagiert er während der Proben sowohl mit dem Dirigenten als auch mit den anderen Orchestersolisten. Um die klanglichen Vorstellungen des Dirigenten in instrumental-praktikable Bewegungsabläufe zu transformieren, trägt er bei Entscheidungen zu Phrasierung, Stricharten, Legatobindungen, Artikulation, Lautstärke, Fingersätzen eine hohe Verantwortung. In den Aufführungen obliegt dem 1. Konzertmeister die Führung vorwiegend der 1. Violinen, parallel dazu die Kommunikation mit den anderen Solospielern, ebenso die Interaktion mit dem Dirigenten, um dessen Impulse zu unterstützen, das Spielen von Geigensoli etc. Darüber hinaus sollte ein 1. Konzertmeister soziale Kompetenz einbringen, Verantwortung für sein Orchester nach innen und außen übernehmen, neuen Kollegen hilfreich zur Seite stehen, bei auftretenden Problemen aktiv an deren Lösung mitarbeiten und sein Orchester vorbildlich repräsentieren.
In größeren Opern-, Sinfonie- und Rundfunkorchestern gibt es 1. Konzertmeister, stellvertretende 1. Konzertmeister und 2. Konzertmeister. Bei allen Konzerten oder Opernaufführungen sind zwei Konzertmeister am ersten Pult anwesend, wobei der Ranghöhere immer außen musiziert. In exponierten Orchestern spielen bei besonders wichtigen Anlässen zwei 1. Konzertmeister zugleich am 1. Pult. Hier hat immer der aktuell außen Sitzende die Führung inne.
Bei Konzerten gibt es in Frankreich, Italien, Spanien, Großbritannien und den USA als Reminiszenz an die alte Kompetenzverteilung zwischen Konzertmeister und Kapellmeister den Brauch, dass der 1. Konzertmeister zu Beginn erst dann die Bühne betritt, wenn das Orchester bereits Platz genommen hat, und gesondert begrüßt wird. Dies wird inzwischen auch in Deutschland beobachtet.

## Bekannte 1. Konzertmeister (Auswahl)
- Siegfried Borries: Berliner Philharmoniker 1933–1940, Staatskapelle Berlin 1941–1945, Berliner Philharmoniker 1945–1957
- Willi Boskovsky: Wiener Philharmoniker 1939–1969
- Gerhard Bosse: Gewandhausorchester Leipzig 1965–1987
- Thomas Brandis: Berliner Philharmoniker 1962–1983
- Guy Braunstein: Berliner Philharmoniker 2000–2013
- Ralf-Carsten Brömsel: Dresdner Philharmonie seit 1981
- Francesco De Angelis: Orchestra del Teatro alla Scala seit 1998
- Peter Glatte: Sächsische Staatskapelle Dresden 1961–1997[2]
- Gottfried von der Goltz: Freiburger Barockorchester seit 1987
- Lazar Gosman: Sankt Petersburger Philharmoniker 1949–1977
- Detlev Grevesmühl: Orchester der Deutschen Oper Berlin 1981–2015
- Alice Harnoncourt: Concentus Musicus Wien 1953–1985
- Andreas Hartmann: MDR-Sinfonieorchester seit 1984
- Gerhart Hetzel: Wiener Philharmoniker 1969–1992
- Rainer Honeck: Wiener Philharmoniker seit 1992
- Heike Janicke: Dresdner Philharmonie seit 1995
- Rudolf Koeckert: Symphonieorchester des Bayerischen Rundfunks 1949–1979
- Rainer Küchl: Wiener Philharmoniker 1971–2016
- Franzjosef Maier: Kammerorchester Collegium Aureum, ab 1962 bis zu dessen Auflösung
- Hans Maile: Radio Sinfonie Orchester (heute DSO) 1962–2004
- Egon Morbitzer: Staatskapelle Berlin 1951–1989
- Erich Mühlbach: Sächsische Staatskapelle Dresden 1928–1969[3]
- Lorenz Nasturica-Herschcowici: Münchner Philharmoniker 2004–2022
- Erich Röhn: Berliner Philharmoniker 1934–1944, Sinfonieorchester des Norddeutschen Rundfunks 1945–1974
- Arnold Rosé: Wiener Philharmoniker 1881–1938
- Winfried Rüssmann: Philharmonisches Staatsorchester Hamburg 1983–2009
- Wolfgang Schneiderhan: Wiener Philharmoniker 1937–1950
- Michel Schwalbé: Berliner Philharmoniker 1957–1986
- Florian Sonnleitner: Symphonieorchester des Bayerischen Rundfunks 1986–2018
- Daniel Stabrawa: Berliner Philharmoniker 1986–2021
- Roland Straumer: Sächsische Staatskapelle Dresden 1982–2024
- Lothar Strauß: Staatskapelle Berlin seit 1984
- Matthias Wollong: Sächsische Staatskapelle Dresden seit 1999
- Jiyoon Lee:  Staatskapelle Berlin seit 2017
- Vineta Sareika-Völkner: Berliner Philharmoniker 2023–2025
- Marina Grauman: Deutsches Symphonie-Orchester Berlin seit 2019
- Sayako Kusaka: Konzerthausorchester Berlin seit 2008